# Szara literatura

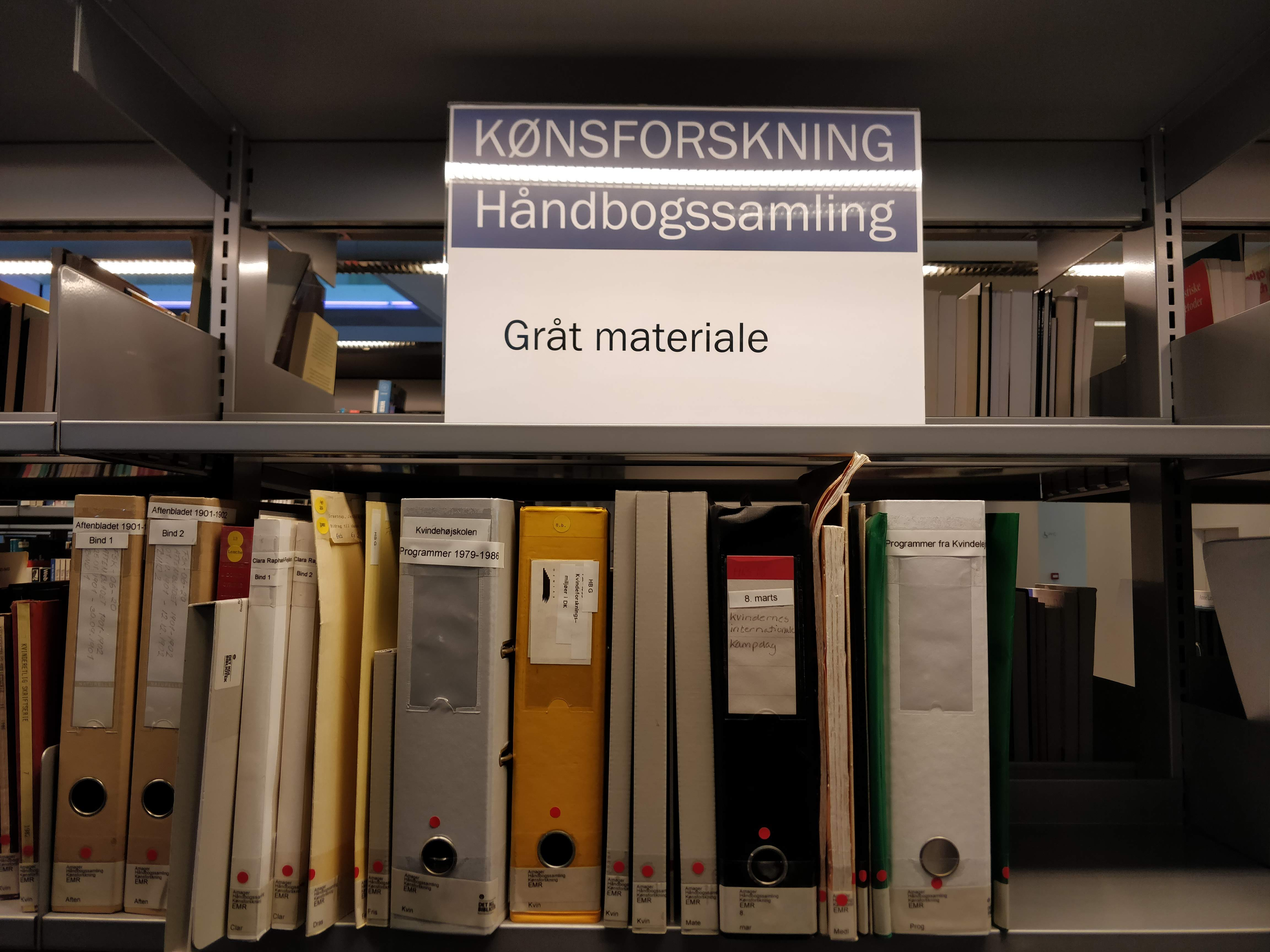
Szara literatura na temat gender studies w bibliotece

Szara literatura (ang. grey literature, niem. graue Literatur, fr. litterature grise) – termin używany przez środowiska naukowe, bibliotekarzy (zwłaszcza w krajach anglosaskich) określający publikacje, które trudno jest znaleźć normalnymi kanałami takimi jak biblioteki. 
Często określa się tym terminem publikacje, które nie były recenzowane przez niezależnych recenzentów. Szarą literaturą są też publikacje wydawane w mało znanym wydawnictwie lub opublikowane w języku, który nie jest powszechnie używany do wymiany informacji na świecie w danej dziedzinie.

## Przeciwdziałanie
Przykładem szarej literatury są wszelkiego rodzaju raporty techniczne, preprinty, nieopublikowane dysertacje magisterskie i doktorskie. Szarą literaturą są też nierecenzowane publikacje (rozdziały) w wydawnictwach encyklopedycznych. Szarą literaturą jest wiele czasopism naukowych publikujących bez należytego dozoru edytorskiego czy niezależnych recenzentów. 
Odpowiedzią na rozprzestrzenianie się szarej literatury w Polsce było wprowadzenie punktacji za publikowane artykuły na podstawie nie ich ilości, ale jakości. Użyto do tego tzw. listy filadelfijskiej – listy najpoważniejszych i recenzowanych czasopism naukowych o dużym wpływie na środowisko naukowe. 
W krajach anglosaskich (np. Stanach Zjednoczonych) z plagą szarej literatury walczy się poprzez wprowadzenie trzech kategorii publikacji naukowych przy ocenie dorobku naukowego:
- prace recenzowane,
- prace nierecenzowane (np. publikacje konferencyjne, prace magisterskie, raporty, rozdziały w książkach lub encyklopediach),
- prace w przygotowaniu.

Tylko prace recenzowane są podstawą do oceny kompetencji zawodowej, natomiast prace nierecenzowane są podstawą do oceny aktywności w środowisku.